# Gandosso
Gandosso (lombardul: Gandòs) település Olaszországban, Lombardia régióban, Bergamo megyében. Lakosainak száma 1465 fő (2023. január 1.). Gandosso Carobbio degli Angeli, Trescore Balneario, Castelli Calepio, Credaro és Grumello del Monte községekkel határos.

## Népesség
A település lakossága az elmúlt években az alábbi módon változott:
| Lakosok száma | 1493 | 1478 | 1465 |
|               | 2017 | 2018 | 2023 |